# إل إسبانيول دي لا إستوريا
إل إسبانيول دي لا إستوريا (بالإسبانية: El Español de la Historia)‏، وتعني الإسباني التاريخي هو برنامج تلفزيوني عُرض في مايو 2007 على قناة أنتينا 3 الإسبانية، واقتُبست فكرته من برنامج البريطانيون المائة الأعظم، الذي عُرض على قناة بي بي سي البريطانية سنة 2002.
قدّم البرنامج ـ الذي عُرض في موسم واحد ـ كل من ماتياس براتس وسوزانا غريسو، شارك في الاستفتاء ثلاثة آلاف مواطن إسباني، أدلوا بآرائهم عن أعظم إسباني أو إسبانية في التاريخ عن طريق استطلاع رأي، وقد تصدّر الاستفتاء العاهل الإسباني آنذاك الملك خوان كارلوس الأول.
من الانتقادات التي وُجهت إلى البرنامج من قِبل بعض المؤرخين تركيزه في المقام الأول على شخصيات من التاريخ القريب والمعاصر، وتجاهله لبعض الشخصيات البارزة في التاريخ الإسباني. وقد لقي البرنامج تجاهُلًا متعمدًا من بعض المؤرخين الإسبان.

## القائمة
| 1. خوان كارلوس الأول 2. ميغيل دي ثيربانتس 3. كريستوفر كولومبوس 4. الملكة صوفيا 5. أدولفو سواريث 6. سانتياغو رامون إي كاخال 7. فيليب السادس ملك إسبانيا 8. بابلو بيكاسو 9. تيريزا القديسة 10. فيليبي غونثاليث 11. إيزابيلا الأولى ملكة قشتالة 12. سيفيرو أوتشوا 13. فيديريكو غارثيا لوركا 14. خوسيه لويس ثباتيرو 15. ليتيزيا أورتيز 16. سلفادور دالي 17. أنطوني غاودي 18. إل سيد 19. ألفونسو العاشر 20. فرناندو ألونسو 21. فرانثيسكو غويا 22. فرانثيسكو فرانكو 23. أنطونيو ماتشادو 24. ميغيل إندوراين 25. ميغيل سيرفيت | 1. لولا فلوريس 2. فيليبي الثاني 3. شارلكان 4. روثيو خورادو 5. غريغوريو مارانيون 6. دييغو فيلاثكيث 7. إيسابيل بانتوخا 8. خوسيه أورتيغا إي غاسيت 9. ميجيل دي أونامونو 10. خوسيه ماريا أثنار 11. بيثنتي فيرير 12. كاميلو خوسيه ثيلا 13. بيدرو دوكي 14. داني بيدروسا 15. باو جاسول 16. دافيد بيسبال 17. رافاييل نادال 18. كامارون ديلا إيسلا 19. بيلايو 20. خوان رامون خيمينيث 21. سانتياغو كاريو 22. أنتونيو بانديراس 23. إغناطيوس دي لويولا 24. بيدرو ألمودوبار 25. خوان سباستيان إلكانو | 1. خوليو إجلسياس 2. ميجيل إيرنانديث 3. خوان مانويل صيراط 4. لوبي دي فيغا 5. إل غريكو 6. أوجستينا من أراغون 7. خواكين سابينا 8. روساليا دي كاسترو 9. أنخيل نييتو 10. مانويل أثانيا 11. جوردي بوجول 12. فرانثيسكو دي كيفيدو 13. أليخاندرو صانز 14. ألفريدو دي ستيفانو 15. إرنان كورتيس 16. كارلوس ساينز 17. باكويري 18. تيلمو زارا 19. مونسيرات كابالييه 20. مانويل دي فايا 21. إيساك بيرال 22. بلاثيدو دومينغو 23. ميغيل خيلا 24. لويس بونويل 25. إل كوردوبيس | 1. فرانثيسكو بيثارو 2. ماريانو بارباثيد 3. راؤول غونزاليس 4. إيميليو بوتراغينيو 5. فرانثيسكو فرنانديث أوتشوا 6. أمانسيو أورتيغا 7. مانوليتي 8. إدواردو تشييدا 9. فيران أدريا 10. أرانتشا سانتشيث فيكاريو 11. خوان أنطونيو سامارانش 12. خواكين رودريغو 13. إيميليو بوتين 14. خوسيماريا إسكريبا 15. فرانثيسكو خينتو 16. سيفي بايستيروس 17. إسحق ألبينيث 18. فيديريكو باهامونتيس 19. بوينابنتورا دوروتي 20. كارمن أمايا 21. فيثينتي بلاسكو إيبانييث 22. مانويل سانتانا 23. أليسيا كوبلوفيتش 24. أنطونيو رويث سولير 25. رامون أريثيس |